# ۱۸۶۰ (فیلم)
۱۸۶۰ فیلمی در ژانر درام به کارگردانی آلساندرو بلازتی است که در سال ۱۹۳۴ منتشر شد. از بازیگران آن می‌توان به ماریو فراری و نائیس لاگو اشاره کرد.